# John Burton White
John Burton White, kanadski general, * 1874, † 1945.